# Monumento natural Cueva Jortsku
El monumento natural cueva Jortsku (en georgiano: ჯორწყუს მღვიმე) es una cueva kárstica ubicada a 5.5 km al norte del pueblo Segunda Balda en el municipio de Martvili, región de Samegrelo-Zemo Svaneti en Georgia, a 653 metros sobre el nivel del mar. Se encuentra en el margen izquierdo del río Jortsku, afluente del río Abasha.

## Morfología
La cueva tiene dos niveles y una longitud máxima de 276 m. El gran pasillo de entrada conduce a un corredor serpenteante, de 3-5 m de altura y 4-5 m de ancho. Cerca de la entrada de la cueva, el techo colapsó en el pasado. Más internamente, a unos 100 metros de la entrada, emergen dos ramificaciones, una de las cuales se abre al segundo piso con un pasillo de 30 m de largo. Las estalactitas son una característica predominante de la cueva Jortsku, pero también se pueden ver algunas estalagmitas. En la sala de la cueva abunda la arcilla plástica de 3,5 a 4 m de espesor. El arroyo desemboca en la cueva, luego se une a un segundo arroyo, y después de 15 m pasa a través de la cueva para emerger como un manantial en el margen izquierdo del río Jortsku.  La temperatura en la entrada es de 18 °C, descendiendo gradualmente a 11,5 °C en la última sección de la cueva.

## Hallazgos paleontológicos
Los hallazgos paleontológicos en la cueva establecieron la presencia de habitantes humanos en un pasado antiguo. También se han encontrado dentro huesos de osos de las cavernas, linces y otros animales.